# Generador de caracteres

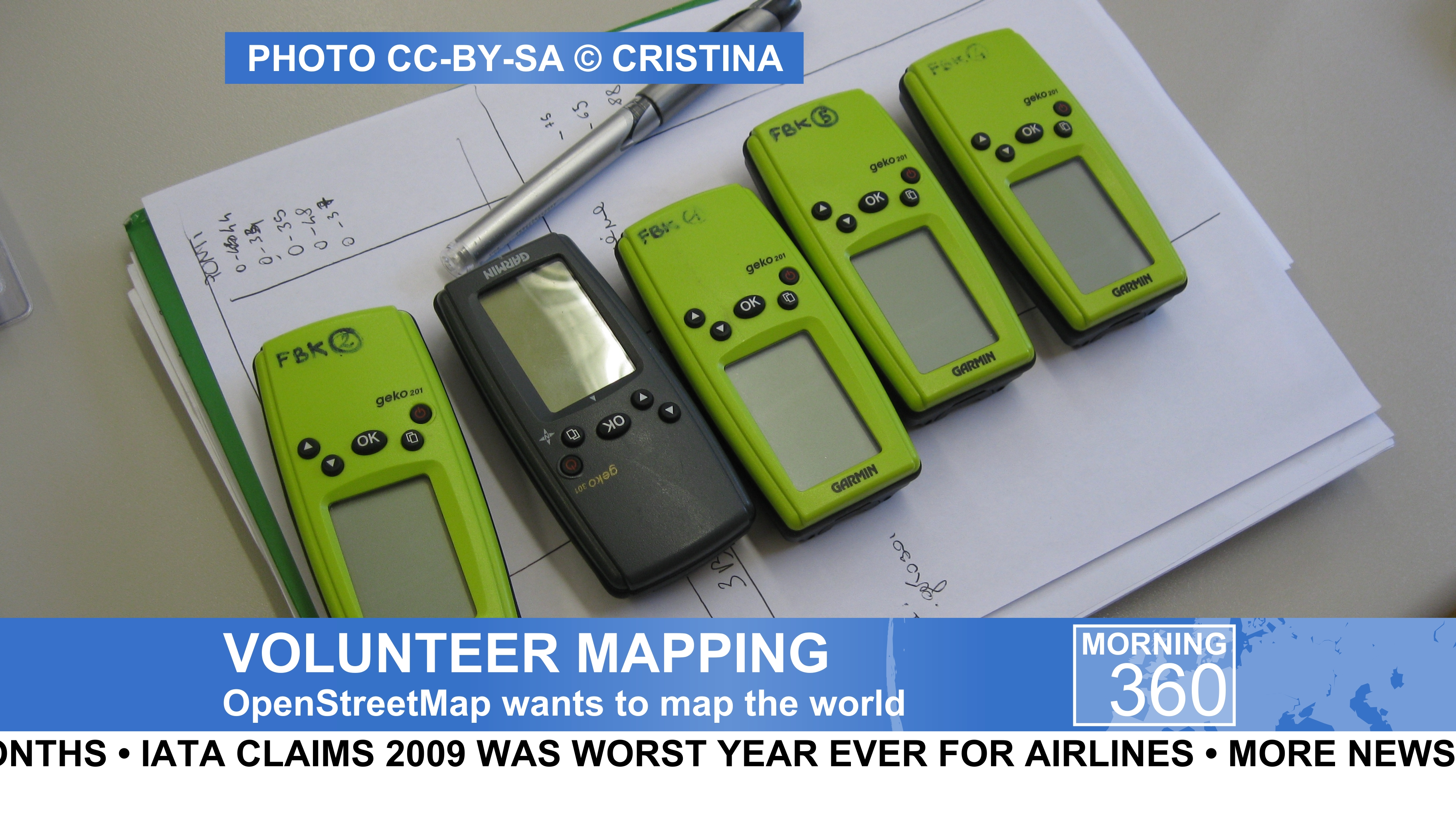
Ejemplo de gráficos en pantalla.

Un generador de caracteres, también conocido por la sigla GC, es una herramienta televisiva y cinematográfica que consta de mostrar sobre una grabación de video, un texto, dibujos o leyendas, para apoyar la grabación con información adicional.
Por lo general se usa en noticiarios para dar información sobre un entrevistado, pero se usa en casi la totalidad de programas de televisión para los mismos propósitos.
- Datos: Q1069646
- Multimedia: Character generators / Q1069646